# Heerlijkheid Styrum

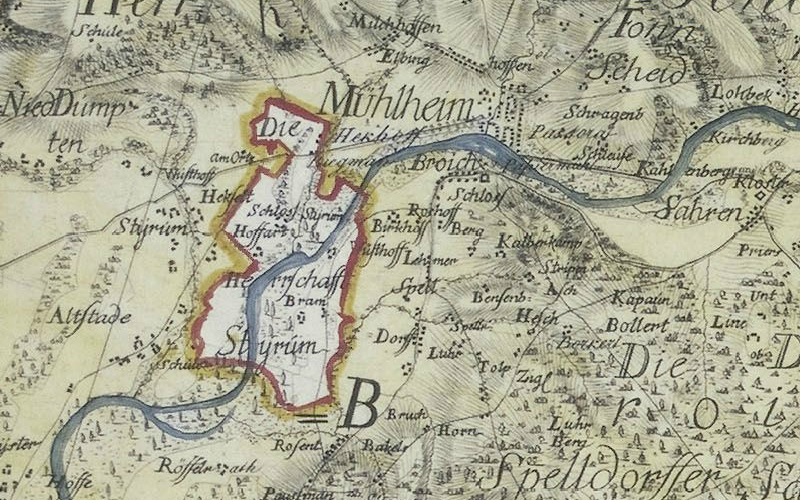
Styrum als enclave tussen 1792-1795

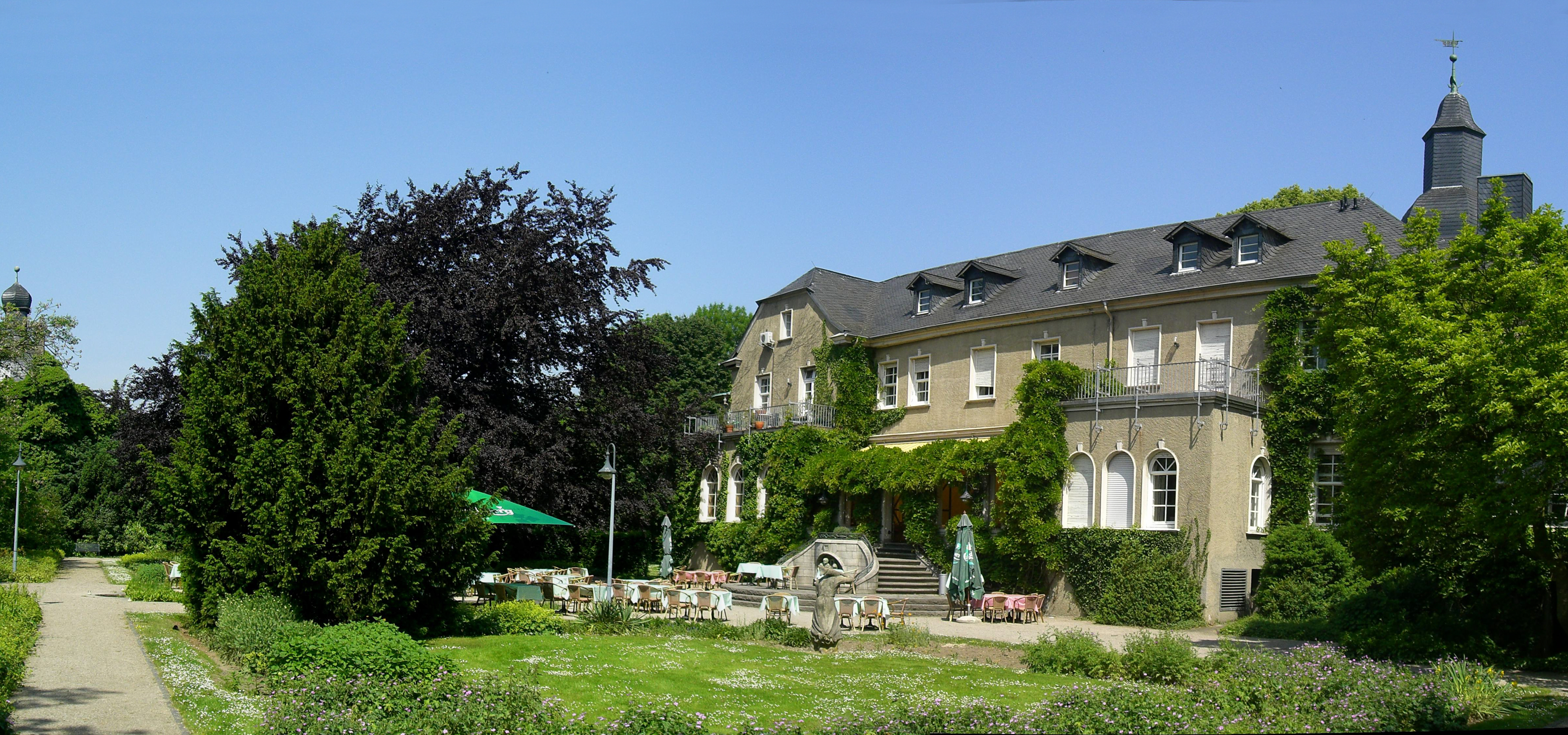
De zuidkant van het huis

Styrum was een rijksonmiddellijke heerlijkheid binnen het Heilige Roomse Rijk. De heerlijkheid Styrum bezat geen zetel in de Rijksdag en ook niet in een kreitsdag. Het kleine gebied was een afsplitsing van het graafschap Limburg (Lenne) en lag als enclave binnen het tot de hertogdom Berg behorende heerlijkheid Broich. Het hiërarchisch primaat van zitting in de Rijksdag kwam ten tijde van de latere opvolgende gravenhuizen van het graafschap Limburg (Hohenlimburg) toe.  
Omstreeks 1200 was de zoon van graaf Frederik van Altena-Isenberg, Dirk van Limburg in het bezit van Mülheim an der Ruhr en het daarbij gelegen Styrum. Na de dood van Diederik I van Limburg omstreeks 1301 vererfde zijn graafschap Limburg en heerlijkheid Styrum:
- Zijn kleinzoon Diederik volgde zijn vooroverleden vader Johan op in de heerlijkheid Styrum aan de Ruhr.
- Zijn zoon Eberhard I werd graaf in het graafschap Limburg aan de Lenne. Na het verwerven van de heerlijkheid Broich in 1372 wordt dit de tak Graven van Limburg Hohenlimburg & Broich.

Styrum werd na 1289 tot een bevestigd huis uitgebouwd en wordt in 1442 rijksleen genoemd.
Graaf Georg van Limburg Stirum en Bronckhorst huwt in 1539 met Ermgard van Wisch gravin van Bronkhorst. Zij is de erfgename van Wisch, Borculo, Wildenberg, Lichtenvoorde en Overhagen.
In 1591 huwt Joost van Limburg Stirum en Bronckhorst met Maria van Holstein-Pinneberg, de erfgename van de rijksheerlijkheid Gemen.
De zonen van Herman Otto I van Limburg Stirum delen na zijn dood in 1644 de bezittingen:
- Otto van Limburg Stirum krijgt Bronckhorst en Borculo
- Adolf Ernst van Limburg Stirum krijgt Gemen (uitgestorven 1800)
- Maurits van Limburg Stirum krijgt Styrum (uitgestorven 1809)

Graaf Maurits Herman van Limburg Stirum huwt in 1692 Dorothea Wilhelmina van Leiningen-Dagsburg, de erfgename van de halve heerlijkheid Oberstein.
De heerlijkheid Oberstein gaat verloren door de Franse bezetting van de linker Rijnoever in 1797. Paragraaf 6 van de Reichsdeputationshauptschluss van 25 februari 1803 kende de graaf van Limburg-Styrum voor het verlies van de heerlijkheid Oberstein een eeuwigdurende rente van 12.200 gulden toe.
In artikel 24 van de Rijnbondakte van 1806 worden de heerlijkheden van Limburg-Styrum (en Broich) onder de soevereiniteit van het groothertogdom Berg gesteld: de mediatisering.
De laatste graaf van Limburg-Styrum, Ernst Maria Johan van Limburg Stirum (overleden 23 maart 1809) laat bij zijn testament van 29 januari 1808 Styrum na aan de zuster van zijn vrouw: Maria Margaretha van Humbracht, die het in 1825 verkocht.